# غاستون تاومنت
غاستون تاومنت (بالهولندية: Gaston Taument)‏ (مواليد 1 أكتوبر 1970) هو لاعب كرة قدم. يلعب مع منتخب هولندا لكرة القدم. سبق له أن لعب في كأس العالم لكرة القدم مع منتخب بلاده.

## مسيرته الكروية
لعب غاستون تاومنت خلال مسيرته الاحترافية مع 6 أندية في خمسة عشر موسمًا وسجل خلالها 46 هدفًا ضمن 314 مباراة. حيث فاز في ثلاثة مواسم بالكأس وفي موسم واحد بالدوري.
خاض غاستون تاومنت مسيرته مع نادي فاينورد في موسم 1988–89 في المرة الأولى ولمدة موسمين ثم في موسم 1991–92 ليلعب معه ستة مواسم، مشاركًا طوالها في 177 مباراة سجل خلالها 37 هدفًا. ثم انتقل إلى نادي إكسلسيور في موسم 1990–91 لمدة موسم واحد، حيث شارك في 25 مباراة سجل خلالها هدفًا واحدًا. لينتقل بعدها إلى نادي رويال أندرلخت في موسم 1997–98 ولمدة موسمين، مشاركًا في 11 مباراة سجل خلالها هدفًا واحدًا أيضًا. ثم انتقل إلى نادي أوفي كريت في موسم 1999–00 لمدة موسم واحد، مشاركًا في 15 مباراة ولم يسجل أي هدف. هذا وانتقل لاحقًا إلى نادي رابيد فيينا في موسم 2000–01 ولمدة موسمين، مشاركًا في 61 مباراة سجل خلالها 4 أهداف.

## روابط خارجية
- غاستون تاومنت على موقع الاتحاد الدولي (مؤرشف)  (الإنجليزية)
- غاستون تاومنت على موقع قاعدة بيانات كرة القدم.إي يو (الإنجليزية)
- غاستون تاومنت على موقع ناشيونال فوتبول تيمز (الإنجليزية)
- غاستون تاومنت على موقع Soccerway.com (الإنجليزية)
- غاستون تاومنت على موقع عالم كرة القدم.نت (الإنجليزية)